# Staro Selo (kanton środkowobośniacki)
Staro Selo – wieś w Bośni i Hercegowinie, w Federacji Bośni i Hercegowiny, w kantonie środkowobośniackim, w gminie Donji Vakuf. W 2013 roku liczyła 77 mieszkańców, z czego większość stanowili Boszniacy.